# Alfano I de Salerno

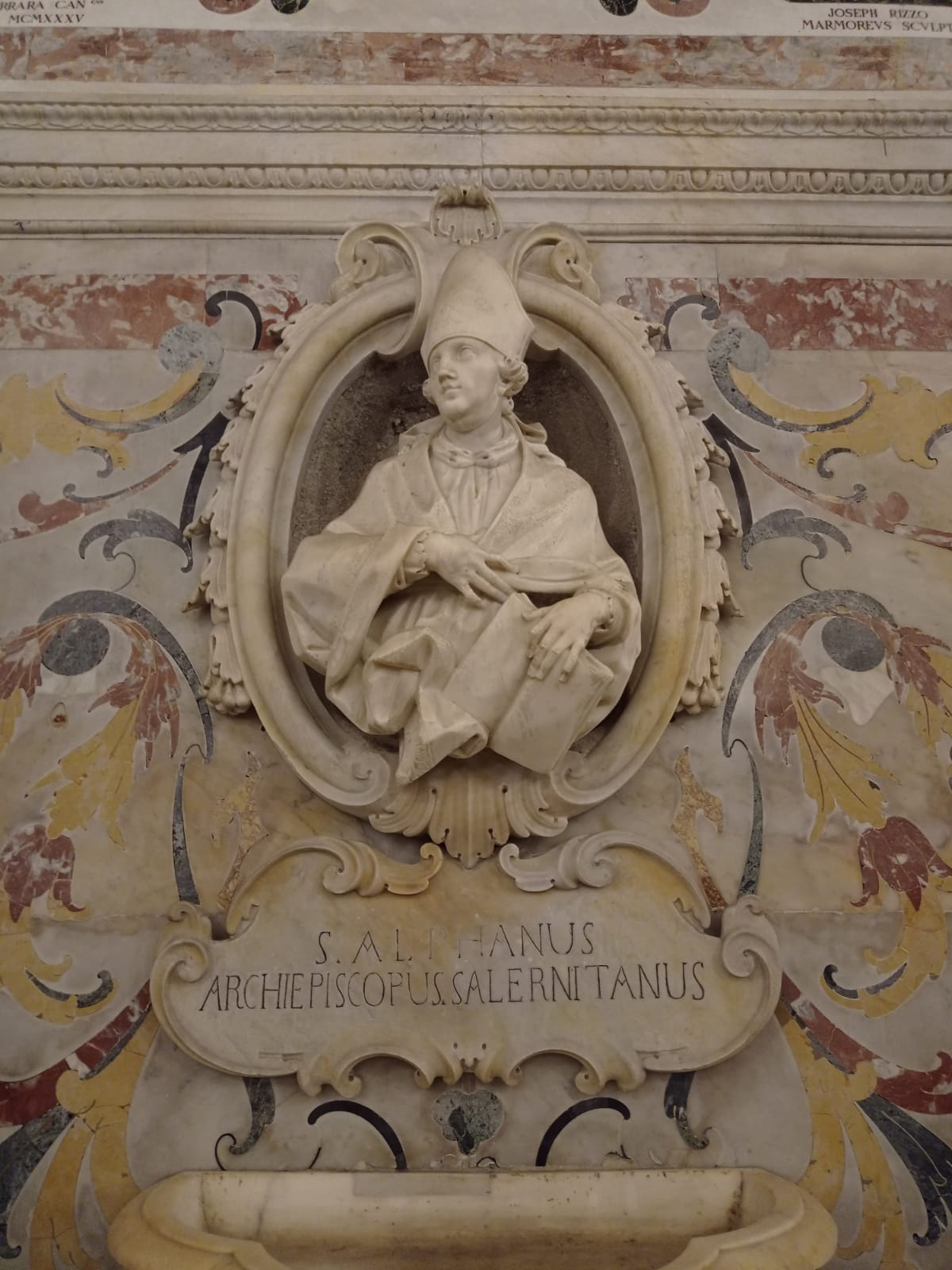
Imagem do busto de Alfano I de Salerno.

Alfano I de Salerno (em latim: Alfanus; 1085) foi arcebispo de Salerno entre 1058 e sua morte. Conhecido como tradutor, escritor e teólogo, trabalhou como médico antes de ser arcebispo, um dos primeiros grandes doutores da Schola Medica Salernitana. Era amigo de Desidério, o futuro abade de Montecassino (1058–1087) e tornou-se monge, primeiro em Santa Sofia de Benevento e depois em Montecassino. Foi abade de São Benedito de Salerno antes de ser arcebispo.
Como tradutor, conhecia bem o latim e o árabe, traduzindo muitos manuscritos desta para aquela língua. Seu interesse tanto em medicina quanto na tradução de manuscritos árabes sobre o tema o levaram a convidar Constantino, o Africano, de Cartago para Salerno para apoiá-lo na tarefa. Constantino levou consigo uma grande biblioteca de textos médicos e ambos começaram a traduzi-los. Traduziu do grego a obra de Nemésio, "De Natura Hominis". Suas demais obras foram alvo de diversos estudos clínicos e médicos durante a Idade Média e, por isso, sobreviveu bastante alterada com os títulos "De pulsis", "Experimenta archiepiscopi Salerno", "Tractatus de quibusdam medicinalibus" e "De quattuor humoribus corporis humanis".
Em 1076, Roberto Guiscardo lançou as bases da nova Catedral de Salerno, onde estava a cátedra de Alfano. Em seus dias finais, Alfano abrigou o exilado papa Gregório VII, que morreu em Salerno.